# Жемчужненська сільська рада (Барановицький район)
Жемчужненська сільська́ ра́да (біл. Жамчужненскі сельсавет) — адміністративно-територіальна одиниця у складі Барановицького району Берестейської області Білорусі. Адміністративний центр сільської ради — селище Жемчужний.

## Склад ради
Населені пункти, що підпорядковувалися сільській раді станом на 2009 рік:
| Населений пункт | Тип    | Населення, осіб (2009) |
| --------------- | ------ | ---------------------- |
| Альбинки        | село   | 17                     |
| Бор             | село   | 42                     |
| Важгинти        | село   | 3                      |
| Гордейчики      | село   | 13                     |
| Деколи          | село   | 25                     |
| Детковичі       | село   | 14                     |
| Дубище          | село   | 1                      |
| Жемчужний       | селище | 3600                   |
| Зверовщина      | село   | 41                     |
| Небити          | село   | 44                     |
| Переносини      | село   | 58                     |
| Свирани         | село   | 175                    |
| Севрюки         | село   | 544                    |
| Соснова         | село   | 72                     |
| Спочинок        | село   | 22                     |
| Тепливоди       | село   | 9                      |
| Тивунці         | село   | 18                     |

## Населення
За переписом населення Білорусі 2009 року чисельність населення сільської ради становило 4698 осіб.

### Національність
Розподіл населення за рідною національністю за даними перепису 2009 року:
| Національність               | Осіб | Відсоток |
| ---------------------------- | ---- | -------- |
| білоруси                     | 3972 | 84,55 %  |
| поляки                       | 406  | 8,64 %   |
| росіяни                      | 267  | 5,68 %   |
| українці                     | 36   | 0,77 %   |
| гагаузи                      | 3    | 0,06 %   |
| молдовани                    | 2    | 0,04 %   |
| німці                        | 2    | 0,04 %   |
| казахи                       | 2    | 0,04 %   |
| вірмени                      | 1    | 0,02 %   |
| татари                       | 1    | 0,02 %   |
| азербайджанці                | 1    | 0,02 %   |
| литовці                      | 1    | 0,02 %   |
| узбеки                       | 1    | 0,02 %   |
| осетини                      | 1    | 0,02 %   |
| англійці                     | 1    | 0,02 %   |
| дві та більше національності | 1    | 0,02 %   |
| Разом                        | 4698 | 100 %    |